# Mistrzostwa Świata w Gimnastyce Sportowej 1926
8. Mistrzostwa świata w gimnastyce sportowej, które odbyły się we francuskim mieście Lyon w 1926 roku.

## Tabela medalowa
| Poz. | Państwo        | Złota | Srebra | Brązy | Łącznie |
| ---- | -------------- | ----- | ------ | ----- | ------- |
| 1    | Czechosłowacja | 3     | 4      | 4     | 11      |
| 2    | Jugosławia     | 3     | 2      | 1     | 6       |
| 3    | Francja        | 0     | 0      | 1     | 1       |

## Zawody drużynowe
| Miejsce | Zawodnik | Punkty |
| ------- | --- | ------ |
| 1       | Czechosłowacja · Josef Effenberger, Jan Gajdoš, Jan Karafiát, František Pecháček, Ladislav Riessner, Bedřich Šupčík, Ladislav Vácha, Václav Veselý | -      |
| 2       | Jugosławia · Stane Derganc, Miha Osvald, Josip Primosic, Leon Štukelj, Peter Šumi, Srečko Sršen, Stane Vidmar, Oton Zupan                          | -      |
| 3       | Francja · François Gangloff, Marcel Gorisse, Jean Gounot, Ernest Heeb, Alfred Krauss, Armand Solbach                                               | -      |

## Wielobój indywidualnie
| Miejsce | Państwo        | Zawodnik           | Punkty  |
| ------- | -------------- | ------------------ | ------- |
| 1       | Jugosławia     | Peter Šumi         | 168,550 |
| 2       | Czechosłowacja | Joseph Effenberger | 168,288 |
| 3       | Czechosłowacja | Ladislav Vácha     | 165,046 |

## Ćwiczenia na koniu z łękami
| Miejsce | Państwo        | Zawodnik       | Punkty |
| ------- | -------------- | -------------- | ------ |
| 1       | Czechosłowacja | Jan Karafiát   | -      |
| 2       | Czechosłowacja | Jan Gajdoš     | -      |
| 3       | Czechosłowacja | Ladislav Vácha | -      |

## Ćwiczenia na kółkach
| Miejsce | Państwo        | Zawodnik       | Punkty |
| ------- | -------------- | -------------- | ------ |
| 1       | Jugosławia     | Leon Štukelj   | -      |
| 2       | Czechosłowacja | Ladislav Vácha | -      |
| 3       | Czechosłowacja | Bedřich Šupčík | -      |

## Ćwiczenia na poręczach
| Miejsce | Państwo        | Zawodnik       | Punkty |
| ------- | -------------- | -------------- | ------ |
| 1       | Czechosłowacja | Ladislav Vácha | -      |
| 2       | Czechosłowacja | Jan Gajdoš     | -      |
| 3       | Jugosławia     | Leon Štukelj   | -      |

## Ćwiczenia na drążku
| Miejsce | Państwo        | Zawodnik       | Punkty |
| ------- | -------------- | -------------- | ------ |
| 1       | Jugosławia     | Leon Štukelj   | -      |
| 2       | Jugosławia     | Josip Primozić | -      |
| 3       | Czechosłowacja | Ladislav Vácha | -      |